# Makio Akiyama
Makio Akiyama (秋山 万喜夫 Akiyama Makio?, 1950–) es un astrónomo japonés relacionado con el observatorio de Susono, descubridor de 16 asteroides.
El asteroide (4904) Makio recibe su nombre en su honor.

## Asteroides descubiertos
Akiyama tiene acreditados el descubrimiento de 16 asteroides: 6 en solitario, entre 1997 y 1999 y otros 10 entre los años 1989 y 1993, en compañía de Toshimasa Furuta. El Minor Planet Center acredita sus descubrimientos como M. Akiyama.